# Hagenfeld
Hagenfeld este o arie protejată (arie specială de conservare — SAC, sit de importanță comunitară — SCI) din Germania întinsă pe o suprafață de 5,53 ha, integral pe uscat.

## Localizare
Centrul sitului Hagenfeld este situat la coordonatele 51°14′15″N 8°55′57″E / 51.2375°N 8.9325°E.

## Înființare
Situl Hagenfeld a fost declarat sit de importanță comunitară în aprilie 1999 pentru a proteja 7 specii de animale. Situl a fost protejat și ca arie specială de conservare în martie 2008.

## Biodiversitate
Situată în ecoregiunea continentală, aria protejată conține 2 habitate naturale: Pajiști cu Molinia pe soluri calcaroase, turboase sau argilos-nămoloase (Molinion caeruleae), Mlaștini alcaline.
La baza desemnării sitului se află mai multe specii protejate de  păsări (7): ciocârlie-de-câmp (Alauda arvensis), sfrâncioc roșiatic (Lanius collurio), codobatura galbenă (Motacilla flava), mărăcinar (Saxicola rubetra), sitar de pădure (Scolopax rusticola), turturică (Streptopelia turtur), nagâț (Vanellus vanellus).
Pe lângă speciile protejate, pe teritoriul sitului au mai fost identificate 14 specii de plante, 3 specii de amfibieni, 2 specii de mamifere, 18 specii de nevertebrate, 1 specie de reptile.